# Grzegorz Wagner (siatkarz)
Grzegorz Wagner (ur. 13 grudnia 1965) – polski siatkarz, wielokrotny reprezentant kraju, potem trener; syn Huberta Wagnera i Danuty Kordaczuk-Wagner.
Podczas kariery zawodniczej mierzył 182 cm i ważył 84 kg. Na parkiecie pełnił funkcję rozgrywającego. Był zawodnikiem m.in. Legii Warszawa, Hutnika Kraków, BBTS Bielsko-Biała, Desimpel Torhout (Belgia), AZS-u Częstochowa oraz Polskiej Energii Sosnowiec. W 2002 roku uczestniczył w mistrzostwach świata w Argentynie. Po zakończeniu pracy siatkarza został szkoleniowcem.

## Życie prywatne
Syn Huberta Wagnera i Danuty Kordaczuk. Jego ojciec był siatkarzem oraz trenerem polskiej reprezentacji. Wywalczył m.in. jako zawodnik czterokrotnie tytuł Mistrza Polski. Kiedy w 1974 roku reprezentanci Polski trenowani przez Huberta Wagnera wracała z turnieju Mistrzostw Świata w Meksyku ze złotymi medalami, Grzegorz miał dziewięć lat. Przy powitaniu zawodników na warszawskim dworcu (Warszawa Gdańska) od jednego z siatkarzy usłyszał: „Zachowuj się, nie wypada, przecież nazywasz się Wagner”. Jego matka była brązową medalistką Igrzysk Olimpijskich 1964 oraz medalistką mistrzostw świata i Europy.
Uczył się m.in. w XLIX Liceum Ogólnokształcącym im. Zygmunta Modzelewskiego w Warszawie.
Jego żona, Agata Marszałek, również była siatkarką, broniła też barw reprezentacji kraju. Ma dwóch synów – Iwa (ur. 1991) i Jakuba (ur. 1993) oraz córkę Sarę (ur. 2003). Synowie także trenują siatkówkę.
Grzegorz Wagner był radnym Bielska-Białej. Aktualnie jest dyrektorem Szkoły Mistrzostwa Sportowego w Szczyrku.

## Kariera zawodnicza w piłce siatkowej
Nazwisko Wagner wywarło duży wpływ na jego przygodę z siatkówką. Jako dziecko wybierał się z rodzicami na spotkania i zgrupowania. W pomieszczeniu treningowym spędzał około 10-12 godzin.

### Kariera klubowa
Skończywszy 15 lat, rozpoczął treningi w Legii Warszawa. Pierwsze kroki siatkarskie stawiał pod okiem trenera Wojciecha Rutkowskiego. Rok później został graczem warszawskiego MKS MDK, gdzie jego szkoleniowcem był Wojciech Góra. Barwy tego klubu bronił przez dwa sezony. W wieku 19 lat otrzymał szansę, jako senior, debiutu w najwyższej klasie ligowej. Grzegorzem Wagnerem zainteresował się klub z ekstraklasy, Resursa Łódź. Jego pierwszy sezon w tej lidze nie był dla klubu udany. Łodzianie w klasyfikacji generalnej uplasowali się na ostatniej pozycji. Po spadku łódzkiego zespołu do I ligi Wagner podpisał kontrakt na kolejny sezon z beniaminkiem ekstraklasy, Hutnikiem Kraków. W barwach krakowskiej drużyny sięgnął po pierwsze trofeum. W 1986 roku z krakowianami wywalczył brązowy medal Mistrzostw Polski. Po zdobyciu medalu przyszło mu pełnienie dwuletniej służby wojskowej. W tym czasie Hutnik sięgnął po tytuł wicemistrza oraz mistrza kraju. Wróciwszy z wojska, w sezonie 1988/1989 powrócił do gry. Pomógł drużynie obronić mistrzostwo krajowe. W 1992 roku został zawodnikiem BBTS Bielsko-Biała. W najbliższym sezonie w barwach tego klubu wywalczył po raz kolejny brązowy medal Mistrzostw Polski. Jego gra na ligowych parkietach zainteresowała kluby m.in. z Niemiec, Francji oraz Turcji. Ostatecznie wyjechał do Belgii, by grać w Desimpelu Torhout. Główną przyczyną tej decyzji były kwestie finansowe. W nowej drużynie szybko stał się jej podstawowym graczem. Z zespołem brał udział w europejskich pucharach. Przyczynił się również do zdobycia Pucharu Belgii. Na sezon 1997/1998 wrócił do BBTS. Zespół Wagnera wraz z Gwardią Wrocław i Skrą Bełchatów przez cały czas rozgrywek dominowali. Drużyna z Bielska-Białej wywalczyła bezpośredni awans do ekstraklasy. W 1999 roku zawodnik został sprzedany do Jastrzębia Borynia. Przez kolejne dwa sezony reprezentował barwy tego klubu. W następnej edycji rozgrywek był graczem AZS-u Częstochowa. W barwach częstochowskiej drużyny zdobył wicemistrzostwo kraju. W meczu o 1. miejsce w lidze częstochowianie przegrali z Mostostalem-Azoty Kędzierzyn-Koźle. W latach 2002–2004 Wagner grał w zespole Polskiej Energii Sosnowiec. W 2003 roku z sosnowiczanami sięgnął po puchar krajowy, pokonując w finale Morze Szczecin. Karierę zawodniczą kończył w BBTS. Barwy tego klubu bronił do 2005 roku.

### Kariera reprezentacyjna
W 1981 roku otrzymał pierwsze powołanie na konsultacje szkoleniowe młodzieżowej reprezentacji Polski. W 1984 roku pojechał na Mistrzostwa Europy juniorów we Francji. W grupie Polacy ulegli m.in. ZSRR i Bułgarii. Ostatecznie zakończyli turniej na siódmej lokacie.
W 1985 roku został zawodnikiem kadry narodowej (seniorów), którą trenował Hubert Wagner. Początki w reprezentacji były dla niego stresujące. W gazetach ukazywały się artykuły wątpiące w zasadność powołania syna. Po rozegraniu paru meczów towarzyskich nie znalazł się w składach reprezentacji do Mistrzostw Europy ani do Igrzysk Olimpijskich. W 1990 roku otrzymał zaproszenie do kadry przez Leszka Milewskiego. Wówczas Polska uczestniczyła w kwalifikacjach do Mistrzostw Świata w Brazylii. Należało wtedy przejść przez dwustopniowe kwalifikacje. Pierwszą z nich była rywalizacja w spotkaniu dwumeczowym z RFN-em. Wagner otrzymał powołanie na mecz rewanżowy. Rewanż zakończył się zwycięstwem polskiej drużyny 3:1. Po udanym występie Wagner znalazł się w składzie reprezentacji na drugą rundę kwalifikacji w Japonii. Rywalami Polaków byli: Holandia, Irak, NRD, Szwecja i Portoryko. Polscy siatkarze nie zdołali awansować do Mistrzostw. W 2002 roku, jako zawodnik sosnowieckiej Energii, otrzymał powołanie od Waldemara Wspaniałego na turniej Ligi Światowej. Po kilku tygodniach zakwalifikował się do składu na Mistrzostwa Świata w Argentynie. Był pierwszym rozgrywającym reprezentacji, ponieważ Paweł Zagumny doznał kontuzji. W klasyfikacji końcowej turnieju z kadrą narodową uplasował się na 11. miejscu. Były to ostatnie zawody, w jakich Wagner grał w barwach „biało-czerwonych”.

## Kariera trenerska w piłce siatkowej
Po zakończeniu kariery zawodniczej rozpoczął pracę trenerską. Pierwszym prowadzonym przez niego zespołem była drużyna Jadar Sport Radom, występująca w I lidze (zaplecze ekstraklasy). Stanowisko szkoleniowca w tym klubie objął 1 czerwca 2005 roku. Przez prawie całe rozgrywki radomianie pod jego kierunkiem zajmowali pozycję lidera. W trakcie rozgrywek play-off, tuż przed decydującymi rywalizacjami o awans do najwyższej klasy ligowej, zrezygnował z funkcji trenera. Uznał, że jest jeszcze za młody i mało doświadczony, aby wprowadzić i trenować zespół w ekstraklasie. Pod jego wodzą w 27 spotkaniach radomianie zaliczyli 23 zwycięstwa. Jego miejsce na czas finałowych meczów zajął Witold Roman. Radomianie awansowali do Polskiej Ligi Siatkówki. Potem został szkoleniowcem BBTS Bielsko-Biała, zespołu zaplecza ekstraklasy.
Był pierwszym trenerem zespołu Domex Tytan AZS Częstochowa, prowadził drużynę do 02.06.2010 roku.
01.06.2010 podpisał kontrakt z zespołem BKS Aluprof Bielsko-Biała i objął stanowisko pierwszego trenera Mistrzyń Polski. 1.03.2011 zrezygnował z pełnienia funkcji trenera BKS Aluprof Bielsko-Biała, z powodu braku sukcesów sportowych. Jego miejsce zajął Mariusz Wiktorowicz.
W sezonie 2011/2012 był I trenerem drużyny Farta Kielce.
Od 2016 roku prowadzi reprezentację Polski kadetek.

## Osiągnięcia
- Brązowy medalista Mistrzostw Polski w 1986 roku z Hutnikiem Kraków
- Mistrzostwo Polski w 1989 roku z Hutnikiem Kraków
- Wicemistrzostwo Polski w 1990 roku z Hutnikiem Kraków
- Puchar Polski w 1990 z Hutnikiem Kraków
- Brązowy medalista Mistrzostw Polski w 1993 roku z BBTS Bielsko-Biała
- Puchar Belgii w 1995 roku z Desimpelem Torhout
- Wicemistrzostwo Polski w 2002 roku z AZS-em Częstochowa
- Puchar Polski w 2003 roku z Polską Energią Sosnowiec